# 道の駅三方五湖
道の駅三方五湖（みちのえき みかたごこ）は、福井県三方上中郡若狭町鳥浜にある国道162号の道の駅である。

## 概要
福井県内で13番目の道の駅として、2015年（平成27年）3月21日にオープンした。道の駅開設前に開所していた福井県里山里海湖研究所に、観光交流センターと道路情報発信センターを加えて新たに道の駅として開業している。
若狭町の個性ある魅力を伝え、若狭路周遊観光のゲートウェイとしての機能を担うことを目的としている。

## 施設
- 駐車場
  - 普通車 40台
  - 大型車 7台
  - 身体障害者用 3台
- トイレ
  - 男性 小4器・大2器
  - 女性 6器
  - 身体障害者用 1器
- 観光交流センター（9:00 - 18:00、12月から3月までは9:00 - 17:00）
  - 観光案内所
  - 特産品販売所
- 福井県里山里海湖（さとうみ）研究所
  - 自然観察棟
- 若狭鳥浜キャンプ場とれたんこ - 2022年に自然観察棟そばに開設[6]。テントサイト6区画が設置されており、利用は有料となっている[6]。

## 休館日
- 観光案内所・特産品販売所：第1火曜日（7・8月は無休）・年末年始
- 里山里海湖研究所：土日祝日・年末年始（自然観察棟を除く）

## アクセス
- 国道162号 - 登録路線
  - 福井県道217号海士坂鳥浜線
- 舞鶴若狭自動車道三方五湖スマートICより約3分。
- 舞鶴若狭自動車道若狭三方ICより約6分。

## 周辺
- 三方五湖
- 若狭三方縄文博物館
- 福井県年縞博物館
- 三方青年の家